# Aphonomorphus lividus
Aphonomorphus lividus är en insektsart som först beskrevs av Hermann Burmeister 1838.  Aphonomorphus lividus ingår i släktet Aphonomorphus och familjen syrsor. Inga underarter finns listade i Catalogue of Life.